# Paixão Proibida
Paixão Proibida foi uma telenovela de Janete Clair dirigida por Geraldo Vietri, exibida na TV Tupi em 1967. Adaptação de seu sucesso radiofônico A Família Borges.

## Enredo
Numa trama paralela à trajetória de Tiradentes, uma delação, por motivos familiares, impossibilita o amor de Rogério e Dorotéia.

## Elenco
- Sérgio Cardoso  ... Rogério
- Miriam Mehler  ... Dorothéa
- Rosamaria Murtinho  ... Maria Helena
- Juca de Oliveira
- Lélia Abramo
- Sadi Cabral  ... Santos
- Maria Helena Dias ... Cassandra
- Lima Duarte ... Santa Maria
- Guiomar Gonçalves  ... Angélica
- Ademir Rocha  ... Vicente
- Néa Simões  ... Baronesa